# Římskokatolická farnost Vinařice
Římskokatolická farnost Vinařice (lat. Winarzicium, starší češtinou Winařic) je církevní správní jednotka sdružující římské katolíky na území obce Vinařice a v jejím okolí. Organizačně spadá do lounského vikariátu, který je jedním z 10 vikariátů litoměřické diecéze. Centrem farnosti je kostel svatého Jiljí ve Vinařicích.

## Historie farnosti
Od roku 1352 je v místě doložená plebánie. Farnost byla kanonicky obnovena roku 1720. Matriky jsou vedeny od roku 1724.

### Duchovní správcové vedoucí farnost
Začátek působnosti jmenovaného v duchovní správě farnosti od:
- 1765 Emman. Hrozen
- 1777 Franc. Swoboda
- 1780 Car. Janda, n. 5. 6. 1750 Mnichovice, o. 21. 9. 1774
- 1822 Ignat. Fischer, n. 31. 7. 1785 Ponikl. o. 21. 8. 1808, † 9. 6. 1845
- 1846 Franc. Xav. Kepler, n. 18. 12. 1790 Laun, o. 12. 8. 1815, † 27. 12. 1878
- 1877 par. vacat, admin. int. Vinc. Brzobohatý
- 1878 Joann. Cenefels, n. 6. 9. 1825 Tust, o. 25. 7. 1852, † 22. 11. 1895
- 1896 Joann. Ondok, n. 20. 2. 1848 Hostín, o. 27. 7. 1870, † 2. 2. 1917
- 1917 par. vacat admin. interc. Ignat. Krejza
- 1. 2. 1917 Josef Kazda, n. 13. 9. 1866 Jičín, o. 1. 6. 1890, + 21. 3. 1949
- 24. 3. 1949 Tomáš Holoubek
- 1. 12. 1952 Ludvík Spurný
- 19. 2. 1953 Tomáš Holoubek
- 27. 8. 1953 František Malý
- 1. 6. 1985 Rudolf Dušek
- 1. 7. 1990 Jiří Šolc S.J.
- 1. 9. 1992 Werner Horák, admin. exc. z Loun
- 1. 1. 2020 Vít Machek, admin. exc. z Loun
- 15. 3. 2023 Lukáš Hrabánek, admin. exc. z Loun
- 1. 10. 2023 Wojciech Szostek, admin. exc. z Loun[3]

Kromě kněží stojících v čele farnosti, působili ve farnosti v průběhu její historie i jiní kněží. Většinou pracovali jako farní vikáři, kaplani, katecheté, výpomocní duchovní aj.

## Území farnosti
Do farnosti náleží území obce:
- Břínkov (Klimperhof[4])[p 2]
- Divice (Diwitz[4])[p 2]
- Dřevíč – osada poblíž Kozojed a Smilovic
- Hvížďalka (Ernstdorf[4])[p 2]
- Kocanda – osada poblíž Břínkova
- Kozojedy
- Smilovice
- Vinařice (Winarschitz[4])[p 2]

## Římskokatolické sakrální stavby na území farnosti
| | Fotografie | Stavba            | Místo     | Bohoslužby                      | Zeměpisné souřadnice             | Status        | Číslo kulturní památky           |
| Kostel | Kostel     | Kostel            | Kostel    | Kostel                          | Kostel                           | Kostel        | Kostel                           |
| --- | ---------- | ----------------- | --------- | ------------------------------- | -------------------------------- | ------------- | -------------------------------- |
| 1. |            | Kostel sv. Jiljí  | Vinařice  | bližší informace o bohoslužbách | 50°15′57″ s. š., 13°49′15″ v. d. | farní kostel  | 42893/5-1473 (Pk•MIS•Sez•Obr•WD) |
| Kaple |            |                   |           |                                 |                                  |               |                                  |
| 2. |            | Kaple             | Břínkov   | bohoslužby příležitostně        | 50°16′39″ s. š., 13°47′15″ v. d. | kaple         | —                                |
| 3. |            | Kaple sv. Anny    | Divice    | bližší informace o bohoslužbách | 50°16′38″ s. š., 13°48′55″ v. d. | kaple         | 10657/5-5624 (Pk•MIS•Sez•Obr•WD) |
| 4. |            | Kaple sv. Václava | Dřevíč    | bližší informace o bohoslužbách | 50°14′55″ s. š., 13°49′37″ v. d. | kaple         | —                                |
| 5. |            | Kaple             | Kocanda   | bohoslužby příležitostně        |                                  |               | —                                |
| 6. |            | Kaple             | Smilovice | bohoslužby příležitostně        | 50°14′50″ s. š., 13°48′27″ v. d. | kaple         | 10115/2-4231 (Pk•MIS•Sez•Obr•WD) |
| 7. |            | Kaple             | Kozojedy  | bohoslužby příležitostně        | 50°15′19″ s. š., 13°48′56″ v. d. | obecní kaple  | —                                |
| Venkovní sochy |            |                   |           |                                 |                                  |               |                                  |
| 8. |            | Socha sv. Markéty | Smilovice | bohoslužby příležitostně        |                                  | socha světice | 34877/2-2747 (Pk•MIS•Sez•Obr•WD) |
| Některé drobné sakrální stavby a pamětihodnosti lze dohledat zde v databázi Drobné sakrální památky Zaniklé sakrální stavby lze dohledat zde v databázi Poškozené a zničené kostely, kaple a synagogy v České republice |            |                   |           |                                 |                                  |               |                                  |

Ve farnosti se mohou nacházet i další drobné sakrální stavby, místa římskokatolického kultu a pamětihodnosti, které neobsahuje tato tabulka.

## Příslušnost k farnímu obvodu
Z důvodu efektivity duchovní správy byl vytvořen farní obvod (kolatura) farnosti – děkanství Louny, jehož součástí je i farnost Vinařice, která je tak spravována excurrendo.